# Okręg wyborczy nr 48 do Sejmu Polskiej Rzeczypospolitej Ludowej (1989–1991)
Okręg wyborczy nr 48 do Sejmu Polskiej Rzeczypospolitej Ludowej (1989–1991) obejmował Kraków-Śródmieście oraz gminy Alwernia, Czernichów, Gołcza, Iwanowice, Jerzmanowice-Przeginia, Krzeszowice, Liszki, Michałowice, Skała, Słomniki, Sułoszowa, Trzyciąż, Wielka Wieś, Zabierzów i Zielonki (województwo krakowskie). W ówczesnym kształcie został utworzony w 1989. Wybieranych było w nim 5 posłów w systemie większościowym.
Siedzibą okręgowej komisji wyborczej był Kraków-Śródmieście.

## Wybory parlamentarne 1989

### Mandat nr 187 –Polska Zjednoczona Partia Robotnicza
| Kandydat | I tura | I tura | II tura | II tura |
| Kandydat | Głosów | %      | Głosów  | %       |
| --- | ------ | ------ | ------- | ------- |
| Jerzy Gajda | 23 556 | 15,78  | 34 781  | 53,43   |
| Hieronim Kubiak                                                                                                | 15 947 | 10,68  | 16 942  | 26,03   |
| Zofia Kulig | 13 581 | 9,10   | –       | –       |
| Zbigniew Bielak                                                                                                | 6947   | 4,65   | –       | –       |
| Liczba głosów ważnych: 149 247 (I tura) • 65 092 (II tura) Źródło: Państwowa Komisja Wyborcza I tura i II tura |        |        |         |         |

### Mandat nr 188 –Polska Zjednoczona Partia Robotnicza
| Kandydat | I tura | I tura | II tura | II tura |
| Kandydat | Głosów | %      | Głosów  | %       |
| --- | ------ | ------ | ------- | ------- |
| Ludwik Bernacki                                                                                                | 23 556 | 15,94  | 31 850  | 48,75   |
| Andrzej Kurz                                                                                                   | 9663   | 6,54   | 14 654  | 22,43   |
| Stanisław Satława                                                                                              | 6165   | 4,17   | –       | –       |
| Janusz Kopczyński                                                                                              | 6032   | 4,08   | –       | –       |
| Franciszek Kolbusz                                                                                             | 4292   | 2,90   | –       | –       |
| Liczba głosów ważnych: 147 796 (I tura) • 65 338 (II tura) Źródło: Państwowa Komisja Wyborcza I tura i II tura |        |        |         |         |

### Mandat nr 189 –Zjednoczone Stronnictwo Ludowe
| Kandydat | I tura | I tura | II tura | II tura |
| Kandydat | Głosów | %      | Głosów  | %       |
| --- | ------ | ------ | ------- | ------- |
| Henryk Wiśniewski                                                                                              | 11 101 | 7,60   | 14 946  | 22,89   |
| Andrzej Bajołek                                                                                                | 10 333 | 7,07   | 37 962  | 58,15   |
| Rudolf Michałek                                                                                                | 7421   | 5,08   | –       | –       |
| Bolesława Hrabia                                                                                               | 5984   | 4,09   | –       | –       |
| Tadeusz Skoczek                                                                                                | 5757   | 3,94   | –       | –       |
| Andrzej Harężlak                                                                                               | 3523   | 2,41   | –       | –       |
| Liczba głosów ważnych: 146 149 (I tura) • 65 281 (II tura) Źródło: Państwowa Komisja Wyborcza I tura i II tura |        |        |         |         |

### Mandat nr 190 – bezpartyjny
| Kandydat                                                          | Głosów  | %     |
| ----------------------------------------------------------------- | ------- | ----- |
| Jerzy Zdrada                                                      | 132 409 | 86,66 |
| Olgierd Jędrzejczyk                                               | 6224    | 4,07  |
| Antoni Franaszek                                                  | 3353    | 2,19  |
| Wiesław Grojec                                                    | 2776    | 1,82  |
| Stefan Rudel                                                      | 2309    | 1,51  |
| Liczba głosów ważnych: 152 791 Źródło: Państwowa Komisja Wyborcza |         |       |

### Mandat nr 443 –Zjednoczone Stronnictwo Ludowe
| Kandydat                                                         | Głosów | %     |
| ---------------------------------------------------------------- | ------ | ----- |
| Wiesław Woda                                                     | 20 691 | 31,66 |
| Zenon Kosiniak-Kamysz                                            | 17 096 | 26,16 |
| Liczba głosów ważnych: 65 360 Źródło: Państwowa Komisja Wyborcza |        |       |